# José Antônio Coelho Netto
José Antônio Coelho Netto (* 19. August 1881; † 1961) war ein brasilianischer Offizier, zuletzt im Range eines Generalmajors.

## Leben
Coelho Netto absolvierte eine Offiziersausbildung im Heer (Exército Brasileiro) der Streitkräfte (Forças Armadas do Brasil) und fand im Anschluss verschiedene Verwendungen als Offizier sowie Stabsoffizier. Er war von 1935 bis 1937 Leiter der Abteilung Heeresflieger im Kriegsministerium sowie zugleich zwischen 1936 und 1937 Mitglied der Nationalen Kommission zur Unterdrückung des Kommunismus. Zuletzt war er als Generalmajor von 1941 bis 1945 Leiter des Geografischen Dienstes des Heeres.

## Weblink
- Eintrag in Generals.dk

| Personendaten    | Personendaten                |
| ---------------- | ---------------------------- |
| NAME             | Coelho Netto, José Antônio   |
| KURZBESCHREIBUNG | brasilianischer Generalmajor |
| GEBURTSDATUM     | 19. August 1881              |
| STERBEDATUM      | 1961                         |